# Nguyễn Phúc Ngọc Vạn
Nguyễn Phúc Ngọc Vạn (1605-1656) foi uma rainha consorte do Camboja.
Ela era filha de Nguyễn Phúc Nguyên e a principal rainha do rei Chey Chettha II.
Ela é acusada por fontes cambojanas por ter pressionado o rei a entregar Saigão ao imperador do Vietname e pela crescente influência vietnamita no Camboja.
Ela foi fundamental para derrubar o impopular rei Ramadhipati I, convocando tropas vietnamitas para apoiar os seus enteados.